# Armando García Sifredo
Armando García Sifredo (1917-2004) fue un periodista, locutor, político y fundador de dos periódicos cubanos en Miami, Florida, EE. UU. Nace y es bautizado en San Cristóbal de La Habana en 1917. Estudia periodismo y se desempeña desde muy joven como escritor radial de la emisora Cadena Azul.

## Vida política en Cuba
Como activo militante del Partido Revolucionario Cubano (Auténtico), es electo senador de la república durante el período presidencial de Ramón Grau San Martín (1944-48), siendo el más joven legislador de la época republicana.
Por sus profundas convicciones democráticas, García Sifredo condena el Golpe de Estado llevado a cabo por Fulgencio Batista el 10 de marzo de 1952, sin ningún derramamiento de sangre, pero a escasos 4 meses de las elecciones presidenciales.
Luego de usurpar el poder el 1 de enero de 1959, el régimen marxista-leninista del tirano Fidel Castro arresta y viola los derechos civiles de García Sifredo por su inquebrantable posición democrática y anticomunista.
Tras ser liberador por el régimen, se ve obligado a exilarse en Estados Unidos no solo por oponerse al totalitarismo castrista y defender las libertades públicas, sino también por razones de seguridad personal ya que los castristas lo amenazan de muerte de permanecer en el país.

## Exilio
El 25 de julio de 1959 funda, con otros dos periodistas también exilados Alberto Rodríguez y Ernesto Montaner, el periódico Patria, pionero de la prensa cubana en Miami y hoy conocido por El Nuevo Patria, editado por el Dr. Eladio José Armesto. 
Casi un año después, el 23 de julio de 1960, García Sifredo, junto a sus colegas Salvador Díaz Versón, Ernesto Montaner y otros periodistas cubanos en el exilio, constituye el Colegio Nacional de Periodistas de la República de Cuba en el Exilio.
En 1972, por diferencias de índole empresarial con Alberto Rodríguez, se separa de Patria y funda el popular periódico semanal La Nación, donde su fiel amigo, Jacobo Saíf, desempeña el cargo de administrador.
Desde las páginas de Patria al igual que de La Nación, García Sifredo se destaca como defensor incansable de la justicia social, los valores cristianos y la liberación del pueblo cubano del yugo opresor del régimen totalitario castrista. También aboga con gran eficacia por una mayor participación del Exilio cubano en la vida política y económica de Estados Unidos.
Entre 1973 y 1988 se desempeña exitosamente como director de noticias de la radio emisora miamense WRHC-Cadena Azul, donde realiza los muy escuchados espacios Como lo veo yo, Titulares de la prensa y Antena de la Calle Ocho. Luego pasa a Radio Mambí en calidad de locutor y comentarista.

## Últimos años de vida
En 1998 se retira por motivos de salud a Sparta, Carolina del Norte con su esposa Hilda. Allí sobrevive un ataque al corazón que lo deja afectado con trastornos cerebrovasculares. Con su salud en deterioro y tras recibir los Santos Sacramentos y la Bendición Papal, el destacado periodista cubano fallece, víctima de un paro cardíaco, a las 7:30 a. m. del martes 30 de marzo de 2004, en el Alleghany Hospital de Carolina del Norte. Tenía 86 años.
La muerte de esta reconocida figura del periodismo cubano en el exilio produjo gran consternación de Miami donde García Sifredo gozaba de inmenso prestigio como comunicador social y contaba con muchísimos admiradores y amigos. Su vida y logros profesionales fueron celebrados en las páginas de El Nuevo Patria, sucesor del periódico Patria, dónde él es recordado como fundador. 
Cumpliendo su último deseo, los restos mortales de García Sifredo fueron cremados con la esperanza de poder ser retornados a la patria que él tanto amó y por cuya libertad él arduamente luchó. Le sobreviven su viuda Hilda García, un hijo Armando y dos nietos.